# 竹之内雅史
竹之内 雅史（たけのうち まさし、1945年3月15日 - ）は、神奈川県横須賀市出身の元プロ野球選手（内野手、外野手）・コーチ・監督、解説者・評論家。

## 来歴

### プロ入り前
横須賀市立公郷小学校入学後に野球を始め、横須賀市立池上中学校に進む頃にはその名は県下に知れ渡っていた。鎌倉学園のセレクションに合格し、中学卒業後の1960年に入学。
北鎌倉の山を切り開いて造ったグラウンドに右翼はなく、二塁のすぐ後ろから山の斜面で、球拾いは山に入って待っていた。内外野の連係など全くできない環境でも力を付け、3年次の1962年に5番・二塁手として春の選抜へ出場。エース・永田善一（大毎）の好投で豊浦高と県岐阜商を連破して準々決勝に進出したが、日大三高の井上治男（早大－日本石油）→豊永邦男両投手の継投に0-1で完封を喫する。同年の夏の甲子園神奈川大会では決勝で慶應高に敗退したが、この試合では1年下の半沢士郎がリリーフで登板。
高校卒業時には法政大学から勧誘されたが、高校生の時に父が亡くなって貧しくなったため就職を選び、卒業後は1963年に日本通運浦和へ入社。後にプロでもチームメイトとなるエース・田中章を擁し、1964年には都市対抗に出場。1回戦の電電北陸戦では本塁打を放つなど順調に勝ち進み、決勝でも田中と日本コロムビアの近藤重雄が投げ合うが0-2で快勝、チームは初優勝を飾る。同年10月には東京五輪デモンストレーションゲームとして開催された社会人野球選抜-米国大学選抜戦にも出場し、その後も1965年・1966年・1967年と都市対抗に4年連続出場。都市対抗以外では、1966年の産業対抗で後にプロで同僚となる三重交通から補強されていた東田正義とチームメイトとなり、東田とクリーンアップを組んで準々決勝に進出。

### 現役時代
1967年には社会人ベストナインに三塁手部門で選出され、同年のドラフト3位で西鉄ライオンズに入団。最初は「家で男は自分だけ。母親と妹を残して九州には行けない」となかなか首を縦に振らなかったが、西鉄も簡単には諦めなかった。
1968年の春季キャンプが目前に迫った頃に西鉄はようやく口説き落とした。西鉄幹部も家庭の事情を考慮して最初に提示した契約金に結構な額の上積みを申し出たが、竹之内は「今まで入団を渋っていた理由はお金じゃなく家の事。金に目がくらんでプロ入りしたと思われたくない」として最初の提示額で契約した。1年目から一軍に上がり、6月9日の近鉄戦（日生）に代打で初出場。8月には三塁手の定位置を獲得し、同10日の阪急戦（平和台）に代打で出場した際、9回裏に梶本隆夫から初安打を打つ。同13日の近鉄戦（平和台）で佐々木宏一郎から同点になるソロ本塁打を放って初本塁打を記録するが、この年はウエスタン・リーグで既に11本打っており、一軍でもその力を証明する一発となっている。この日は同僚の東田もプロ入り初本塁打を打っており、試合も益田昭雄-稲尾和久のリレーで3-2で勝利し、西鉄の若い力が勝利に貢献している。
1969年には中堅手に回って打線の中軸を任せられた。6月14日の南海戦（平和台）で早くも7個目の死球を受けた竹之内はケガもそうだが、当たるたび打撃の調子も崩れるので仰木彬コーチに相談すると「デッドボールもプレーの一つ。怖がっては打撃はできない。どうすれば当たってもケガしないか考えろ」と言い、これが〝世紀の死球王〟の誕生秘話らしい。
1970年には三塁手に戻り、初めて規定打席（25位、打率.231）に到達。
1971年は5番打者に定着するが、6月に故障してシーズン後半を棒に振った。
1972年には復活して外野手、一塁手を兼ね、4番打者としても36試合に起用される。
1973年と1974年は一塁手に専念したが、1975年に土井正博が一塁手に回ったこともあり、その後は一塁手、三塁手、外野手、指名打者を転々とした。
1977年には自己最多でレロン・リー、ボビー・ミッチェルに次ぐリーグ3位で自己最高の26本塁打を放つ。ライオンズでは「中西太二世」と呼ばれ、土井、基満男、大田卓司、東田らと共に低迷期のライオンズの中心打者として活躍し、特に同期の東田とは「トンタケ・コンビ」として親しまれた。
1979年、田淵幸一・古沢憲司とのトレードで真弓明信・若菜嘉晴・竹田和史と共に阪神タイガースへ移籍。竹之内によれば「真弓、若菜対田淵」のトレードが先に決まりその後「竹之内対古沢」が追加され（竹田については記憶なし。）、トレードを通告された竹之内は「まあ相手が古沢ならいいか」と思った。開幕から4番打者に座る。5月には5番に回るが、オールスター前に17本塁打を放った。10月6日の広島戦（広島市民）では4回表に池谷公二郎から左二塁打を打ち、1000本安打を記録。同年は主に右翼手として起用され、自己最高の打率.282（20位）・25本塁打の好記録を残す。当初の阪神の狙いは若手の真弓や若菜であり、既に峠を過ぎたと見られていた竹之内は人数合わせの付け足し要員であったが、当初の予想を裏切る活躍を見せた。
1980年は4月17日の広島戦（甲子園）で江夏豊からサヨナラ本塁打、5月27日の中日戦（甲子園）で金井正幸からサヨナラ満塁本塁打を放つ。その後は肋骨を折ってしまったが、復帰した7月5日の大洋戦（甲子園）でサヨナラ安打を放つ。サヨナラ本塁打2本、サヨナラ安打2本と4度のサヨナラ劇を演じ「サヨナラ男」の称号を得たが、シーズン途中に中西が監督となると出番が減る。
1981年5月10日のヤクルト戦（神宮）で松岡弘から死球を右手に受けて尺骨を骨折。それが元で握力が25キロになって低迷し、ボルトを埋め込む手術をした後、8月9日の中日戦（ナゴヤ）から復帰したが復調しないままシーズンを終了した。この年は33試合出場で打率.173、3打点とプロ入り初めて本塁打ゼロとなってしまった。オフになりボルトを外す再手術をしたが、この時に初めて竹之内の頭に「引退」の2文字がよぎった。
1982年は再起を賭けるも気持ちに体はついて行けなくなっており、先発・代打も含めて14試合に起用されたが、16打数2安打にとどまる。同年シーズン途中で引退。月亭八方が高座でネタにし、「竹之内、ようやめてくれた」と言って笑いを取った。

### 現役引退後
引退後は阪神で二軍打撃コーチ（1982年 - 1984年）を務めたが、シーズン途中の引退即コーチ就任であったため、最初は手続上の都合で正式な肩書は「阪神球団管理部付」であった。通訳と同じく球団職員扱いの為に背番号は無かったため、公式には存在しない背番号「2」のユニフォームを着て練習の手伝いにグラウンドで忙しく動き回った。
1985年には一軍打撃コーチ補佐に昇格し、21年ぶりのリーグ優勝と球団初の日本一に貢献。
1987年6月には大洋戦で逆転機にベテランの柏原純一・田尾安志を起用せず、八木裕・嶋田宗彦をそのまま打席に送った采配に不満を抱いて監督室に向かい、吉田義男監督に思いをぶつけると、「並木コーチも交えて話そう」となったが、並木の戻る時間が遅く、竹之内はチームを離れたまま退団。
阪神退団後の1988年には東海ラジオ ガッツナイター・サンテレビボックス席解説者、スポーツニッポン評論家を務め、スポニチではコラム「体当たり球談」を連載。
1989年には杉浦忠監督の要請でダイエーの一軍打撃コーチに就任し、在任中は岸川勝也・広永益隆・吉永幸一郎を指導。1990年は一軍総合打撃コーチを務めたが、かつてのトレード相手である田淵幸一監督と対立し、同年シーズン途中に退団。
ダイエー退団後は大洋→横浜で二軍打撃コーチ（1991年, 1993年 - 1995年）、一軍打撃コーチ（1992年）、二軍チーフ打撃コーチ（1996年）、二軍監督（1997年 - 1998年）を務めた。
大洋入団時には前任のダイエーを自由契約になった畠山準をテスト入団させて後にレギュラーに定着させたほか、鈴木尚典・佐伯貴弘・多村仁志も指導。
竹之内は鈴木の潜在能力を見抜き「来年、お前を四番で使うからな」と英才教育を施し、鈴木は恩師と慕った。
佐伯は「やはりマウンド上のプロの投手と対戦するとボールのキレがアマとは段違いでした。そんな僕を鍛えてくださったのが当時ヘッド兼打撃コーチだった長池さん、外野守備走塁コーチだった弘田さん、二軍打撃コーチだった竹之内さん、長く現役を続けることができたのも、この3人が僕の基礎をつくってくれたからにほかなりません」と語っている。
多村は「二軍打撃コーチだった竹之内雅史さんは『打ち方、構え方は何でもいい』という方針。打席ごとに変えていました。長打力が備わったのは竹之内さんのおかげです。球団からは『右打者の長距離砲がいない。多村、お前がやれ!』といわれて、竹之内さんとボールを真上に打つ練習から始まり、夜間練習もよくやった。そうするうちに急に打球が飛ぶようになった。それが自分の打撃の基礎になりました」と述べている。
1998年、一軍のリーグ優勝の2日前に育成部の辻恭彦二軍バッテリーコーチと共に呼ばれて、大堀隆球団社長らに「来年は契約せんよ。」と通告され、辻は「もうちょっと待てば優勝味わえるのに意地悪ですよね。もうベテランを大事にしてほしいよな。竹之内とボヤいていました。」と述べている。
横浜退団後は台湾CPBL・統一ライオンズ打撃コーチ（1999年 - 2001年）を務め、2000年には代理監督を10試合務めたほか、同年の台湾シリーズ優勝に貢献。
2005年からは藤本義一の誘いで羽衣国際大学監督に就任。チームには専用グラウンドも寮もなく、創部当初は練習に参加する選手が6、7人しか集まらない同好会のような状況であったが、2007年春季リーグ戦で3部全勝優勝で2部昇格を果たす。2010年春季リーグ戦では2部最下位に転落し、入替戦にも負けて3部降格となり、総監督に退いた。毎日、神戸市の自宅から堺市の同校グラウンドまで1時間半かけて通って指導し、現代社会学部客員教授としては「スポーツライフ」を教えている。
西鉄ライオンズOB会会長。

## エピソード
人物
- 東田とはプライベートでも仲良く、寮の部屋も同じであった。元々綺麗好きで、ライオンズ時代、朝晩、寮の部屋を掃除していた東田も、竹之内の影響でとうとうしなくなった[5]。
- 当時のライオンズの給料があまりにも安かったため、オフシーズンには「竹之内球場」という焼き鳥屋の店主をやっていた[23] [24]。

選手としての特徴
- バッティングに関してはとにかく凝り性で、毎試合のようにバッティングフォームを変え、「猫背打法」「マサカリ打法」など独特の打撃フォームを経て、バットを斜めに寝かせ小刻みに揺らす独特の踏み込むバッティングフォームを完成させた[25][26]。通称「竹之内打法」と呼ばれ、中西の指導によるものとされる。そのバッティングフォームは阪神移籍後、関西のお笑い芸人や阪神ファンの少年[27]によく物まねされた。最初は普通に構えていたが、ど真ん中のボールを打っても内野フライになってしまうため、上手くミートする方法がないかとバットを寝かせたところ、ボールに一直線でバットが出るようになった。それが変形してバットを担ぐようになったけど、また打てなくなると、猫背でベースに被ってみたりもした。竹之内がバットを担いで構えると、星野仙一が「やる気ないのか!」とマウンドから怒鳴ってきたこともあり、コーチからも「フォームはそんなに変えるものじゃない」「自分のフォームを作れ」と言われた[25]。
- 腕っぷしの強さで長打もあったが、好球必打で四球は少なく、何度も怪我に泣き年間フル出場は一度もなかった[10]。逆に死球は極めて多く、通算死球数166[28]、シーズン最多死球7回を記録し、1970年5月24日の阪急戦（小倉）での1試合3死球はプロ野球記録である。体だけでなく気も強かった竹之内は、プロの先輩でもある南海の野村克也に「おい特攻隊、当たらんようにせい」と囁かれ、「うるせえ、おっさん」と言い返したこともあった[5]。ヤマを張って踏み込むタイプではなかったにもかかわらず、とにかくぶつけられ、1969年から1971年まで3年連続のリーグ最多死球を記録[5]。特に1971年は54試合出場で14死球も受けてしまい、手首や肘の関節部への死球でなければ痛くなかったとはいうものの、さすがに故障にはつながった[5]。さらに、南海戦ではキャッチャーボックスにいる野村から、絶えずボソボソとしつこくささやかれていた為、背後にいる野村の前で屁をかましたことがある。

指導者として
- 良いところを見つけて伸ばす、欠点は分かっていても言わない[11]

## 詳細情報

### 年度別打撃成績
| 年 度      | 球 団                | 試 合 | 打 席 | 打 数 | 得 点 | 安 打 | 二 塁 打 | 三 塁 打 | 本 塁 打 | 塁 打 | 打 点 | 盗 塁 | 盗 塁 死 | 犠 打 | 犠 飛 | 四 球 | 敬 遠 | 死 球 | 三 振 | 併 殺 打 | 打 率 | 出 塁 率 | 長 打 率 | O P S |
| ---------- | -------------------- | ----- | ----- | ----- | ----- | ----- | -------- | -------- | -------- | ----- | ----- | ----- | -------- | ----- | ----- | ----- | ----- | ----- | ----- | -------- | ----- | -------- | -------- | ----- |
| 1968       | 西鉄 太平洋 クラウン | 53    | 156   | 142   | 20    | 33    | 7        | 1        | 6        | 60    | 17    | 6     | 1        | 0     | 0     | 9     | 0     | 5     | 27    | 1        | .232  | .301     | .423     | .724  |
| 1969       | 西鉄 太平洋 クラウン | 103   | 342   | 308   | 31    | 63    | 6        | 1        | 10       | 101   | 26    | 6     | 1        | 3     | 0     | 20    | 0     | 11    | 43    | 4        | .205  | .277     | .328     | .605  |
| 1970       | 西鉄 太平洋 クラウン | 117   | 409   | 373   | 44    | 86    | 14       | 0        | 19       | 157   | 40    | 5     | 4        | 3     | 0     | 18    | 0     | 15    | 56    | 6        | .231  | .293     | .421     | .714  |
| 1971       | 西鉄 太平洋 クラウン | 54    | 210   | 182   | 22    | 45    | 5        | 0        | 10       | 80    | 24    | 2     | 4        | 1     | 2     | 11    | 1     | 14    | 31    | 5        | .247  | .338     | .440     | .778  |
| 1972       | 西鉄 太平洋 クラウン | 95    | 336   | 294   | 33    | 70    | 8        | 1        | 15       | 125   | 46    | 4     | 7        | 0     | 2     | 29    | 1     | 11    | 47    | 8        | .238  | .329     | .425     | .755  |
| 1973       | 西鉄 太平洋 クラウン | 110   | 449   | 402   | 48    | 101   | 16       | 1        | 22       | 185   | 70    | 1     | 2        | 0     | 3     | 28    | 0     | 16    | 31    | 7        | .251  | .325     | .460     | .785  |
| 1974       | 西鉄 太平洋 クラウン | 119   | 481   | 419   | 59    | 108   | 17       | 1        | 22       | 193   | 73    | 11    | 4        | 1     | 3     | 43    | 3     | 15    | 62    | 12       | .258  | .348     | .461     | .809  |
| 1975       | 西鉄 太平洋 クラウン | 122   | 440   | 393   | 49    | 105   | 12       | 3        | 19       | 180   | 55    | 6     | 3        | 0     | 3     | 27    | 2     | 17    | 57    | 12       | .267  | .341     | .458     | .799  |
| 1976       | 西鉄 太平洋 クラウン | 112   | 399   | 356   | 39    | 89    | 10       | 0        | 16       | 147   | 43    | 2     | 4        | 3     | 1     | 28    | 0     | 11    | 50    | 9        | .250  | .324     | .413     | .737  |
| 1977       | 西鉄 太平洋 クラウン | 119   | 421   | 388   | 58    | 102   | 11       | 0        | 26       | 191   | 51    | 9     | 4        | 1     | 2     | 19    | 3     | 11    | 54    | 12       | .263  | .316     | .492     | .808  |
| 1978       | 西鉄 太平洋 クラウン | 117   | 406   | 356   | 43    | 95    | 17       | 0        | 14       | 154   | 44    | 5     | 4        | 1     | 4     | 29    | 2     | 16    | 39    | 14       | .267  | .349     | .433     | .782  |
| 1979       | 阪神                 | 112   | 447   | 401   | 55    | 113   | 18       | 2        | 25       | 210   | 66    | 4     | 2        | 1     | 1     | 32    | 2     | 12    | 58    | 8        | .282  | .353     | .524     | .876  |
| 1980       | 阪神                 | 91    | 303   | 275   | 22    | 64    | 13       | 0        | 12       | 113   | 47    | 2     | 0        | 2     | 2     | 15    | 2     | 9     | 33    | 7        | .233  | .294     | .411     | .705  |
| 1981       | 阪神                 | 33    | 56    | 52    | 2     | 9     | 2        | 0        | 0        | 11    | 3     | 0     | 0        | 0     | 0     | 1     | 0     | 3     | 7     | 1        | .173  | .232     | .212     | .444  |
| 1982       | 阪神                 | 14    | 18    | 16    | 0     | 2     | 1        | 0        | 0        | 3     | 1     | 0     | 0        | 0     | 1     | 1     | 0     | 0     | 4     | 0        | .125  | .176     | .188     | .364  |
| 通算：15年 | 通算：15年           | 1371  | 4873  | 4357  | 525   | 1085  | 157      | 10       | 216      | 1910  | 606   | 63    | 40       | 16    | 24    | 310   | 16    | 166   | 599   | 106      | .249  | .323     | .438     | .761  |

- 各年度の太字はリーグ最高
- 西鉄（西鉄ライオンズ）は、1973年に太平洋（太平洋クラブライオンズ）に、1977年にクラウン（クラウンライターライオンズ）に球団名を変更

### 記録
初記録
- 初出場：1968年6月9日、対近鉄バファローズ9回戦（日生球場）、8回表に菊川昭二郎の代打で出場
- 初先発出場：1968年6月30日、対東京オリオンズ14回戦（小倉球場）、6番・右翼手で先発出場（偵察要員、試合開始時に伊藤光四郎と交代）
- 初安打：1968年8月10日、対阪急ブレーブス20回戦（平和台球場）、9回裏に梶本隆夫から
- 初本塁打・初打点：1968年8月13日、対近鉄バファローズ16回戦（平和台球場）、5回裏に佐々木宏一郎から左越同点ソロ

節目の記録
- 100本塁打：1974年8月23日、対阪急ブレーブス後期7回戦（阪急西宮球場）、9回表に足立光宏から左越ソロ　※史上80人目
- 150本塁打：1977年6月26日、対近鉄バファローズ前期12回戦（日生球場）、6回表に太田清春からソロ　※史上49人目
- 1000試合出場：1977年9月26日、対阪急ブレーブス後期11回戦（平和台球場）、5番・左翼手で先発出場　※史上197人目
- 200本塁打：1979年9月2日、対中日ドラゴンズ22回戦（ナゴヤ球場）、7回表に高橋三千丈から2ラン　※史上31人目
- 1000本安打：1979年10月6日、対広島東洋カープ24回戦（広島市民球場）、4回表に池谷公二郎から左翼線二塁打　※史上115人目

その他の記録
- 通算166死球　※歴代2位（2003年4月24日に清原和博に破られるまで日本記録）
  - 阪神移籍前にライオンズで記録した通算142死球は井口資仁に破られるまでパシフィック・リーグの最多記録（現役15年間のうち7シーズンで最多死球を記録）[29]

### 背番号
- 29 （1968年）
- 2 （1969年、1979年 - 1982年）
- 27 （1970年 - 1978年）
- 71 （1983年 - 1984年）
- 87 （1985年 - 1987年）
- 82 （1989年 - 1990年）
- 76 （1991年 - 1998年）
- 77 （1999年 - 2001年）